# Angelo Querini

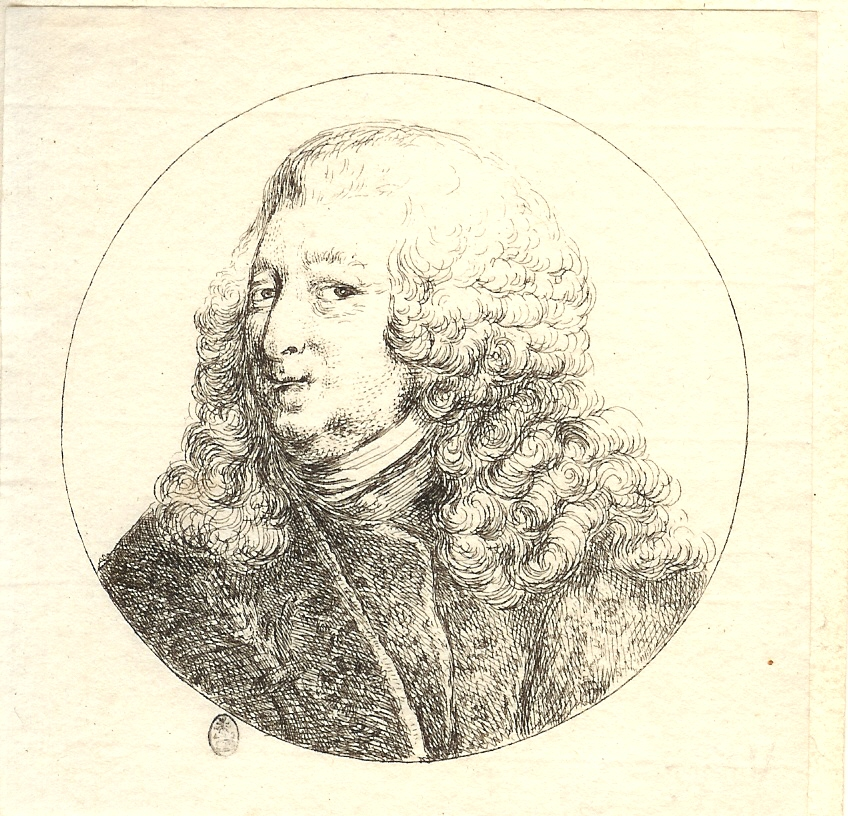
Angelo Querini 1721–1796

 Angelo Querini, der Senator (* 31. Juli 1721 in Venedig; † 30. Dezember 1796 ebenda) war ein italienischer Politiker, Freimaurer, Aufklärer und Kunstsammler.

## Leben

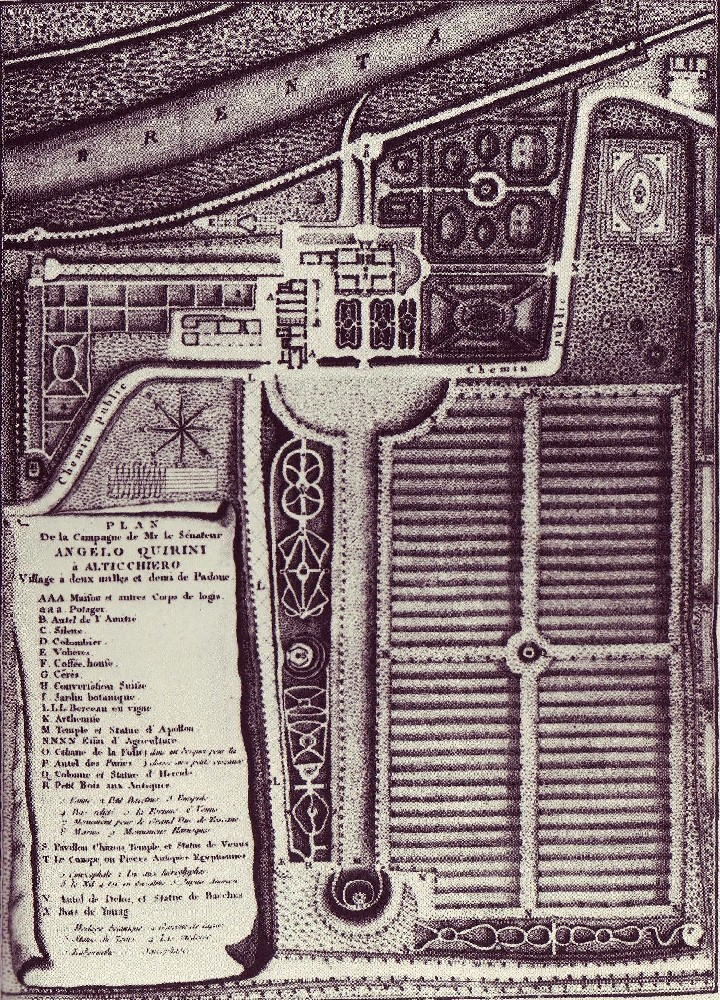
Querinis Villa und Park in Altecchiero 1787

Angelo Querini wurde 1721 in Venedig geboren. Er entstammte einer einflussreichen und wohlhabenden Patrizierfamilie. Querini identifizierte sich mit den Ideen der Aufklärung und wurde insbesondere von Voltaire beeinflusst. Zwischen 1758 und 1763 versuchte Angelo Querini den Senat und den Rat der Zehn zu reformieren. Seine Reformanstöße scheiterten jedoch an den etablierten Strukturen. 1761 wurde Angelo Querini bei einer Reise in Wien wegen seiner liberalen Ideen kurzzeitig inhaftiert. Angelo Querini zog sich nach 1763 zunehmend in seine Villa dell’Alticchiero an der Brenta zurück, in der er seine in der Zeit weitbekannte Antikensammlung aufbaute. Im Park der Villa legte er ein Grab für die in Rom aufgefundenen Skelettreste des Lucius Cornelius Scipio  an. 1777 unternahm Angelo Querini eine Reise in die Schweiz und besuchte seinen Freund Hirzel in Zürich. Er traf mit Bodmer, Gessner, Lavater und weiteren Köpfen der Zürcher Aufklärung zusammen. Beeindruckt von dem philosophischen Bauern Kleinjogg ließ Angelo Querini ein Relief desselben in Stein anfertigen. Hirzel veröffentlichte einen Bericht über die Begegnung unter dem Titel „Neue Prüfung des philosophischen Bauern“, den er Querini widmete. Die Reise führte ihn weiter nach Bern zu Haller, nach Ferney zu Voltaire und nach Colmar zu Pfeffel. Bis zu seinem Tod 1796 war Angelo Querini in Venedig eine wichtige Anlaufstelle nordeuropäischer Literaten und Künstler. Eng befreundet war er in den 80er-Jahren mit Denon, den er im Salon der Gräfin Isabella Teotochi-Marin kennengelernt hatte. Angelo Quirini war ein führendes Mitglied der 1785 verbotenen Loge Venedigs.

## Veröffentlichungen
- Journal d’un voyage fait en Suisse, en 1777. Girolamo Festari, Venedig 1835.